# Diocesi di Vardimissa
La diocesi di Vardimissa (in latino: Dioecesis Vardimissensis) è una sede soppressa e sede titolare della Chiesa cattolica.

## Storia
Vardimissa, nei pressi di Medjana nell'odierna Algeria, è un'antica sede episcopale della provincia romana della Mauritania Cesariense.
Sono due i vescovi conosciuti di questa diocesi africana. Alla conferenza di Cartagine del 411, che vide riuniti assieme i vescovi cattolici e donatisti dell'Africa romana, prese parte il cattolico Vittore, episcopus plebis Bartimisiensis, senza avversario donatista. Questi potrebbe essere identificato con l'omonimo vescovo della Mauritania Cesariense che subì, attorno al 422, una sanzione ecclesiastica senza perdere tuttavia la dignità episcopale; non essendo specificata la sede di appartenenza, questo fatto potrebbe riferirsi anche agli omonimi vescovi di Timici, Mammilla, Malliana e Tabaicara.
Secondo vescovo noto è Burco, episcopus Vardimissensis, il cui nome appare al 45º posto nella lista dei vescovi della Mauritania Cesariense convocati a Cartagine dal re vandalo Unerico nel 484; Burco era già deceduto all'epoca della redazione di questa lista.
Dal 1933 Vardimissa è annoverata tra le sedi vescovili titolari della Chiesa cattolica; la sede è vacante dal 9 luglio 2021.

## Cronotassi

### Vescovi residenti
- Vittore † (prima del 411 - dopo il 422 ?)
- Burco † (prima del 484)

### Vescovi titolari
- José Freire Falcão † (24 aprile 1967 - 19 agosto 1967 succeduto vescovo di Limoeiro do Norte)
- Bruno-Augustin Hippel, S.A.C. † (2 ottobre 1969 - 7 novembre 1970 deceduto)
- Alano Maria Pena, O.P. (7 aprile 1975 - 26 maggio 1978 dimesso)
- Alfredo Ernest Novak, C.SS.R. † (19 aprile 1979 - 15 marzo 1989 nominato vescovo di Paranaguá)
- Ivan Martyniak (20 luglio 1989 - 16 gennaio 1991 nominato eparca di Przemyśl)
- Diómedes Antonio Espinal de León (20 aprile 2000 - 24 maggio 2006 nominato vescovo di Mao-Monte Cristi)
- Mosè Marcia (3 giugno 2006 - 21 aprile 2011 nominato vescovo di Nuoro)
- Alejandro Pablo Benna (28 novembre 2017 - 9 luglio 2021 nominato vescovo di Alto Valle del Río Negro)